# Crocidura attila
Crocidura attila is een zoogdier uit de familie van de spitsmuizen (Soricidae). De wetenschappelijke naam van de soort werd voor het eerst geldig gepubliceerd door Dollman in 1915.

## Voorkomen
De soort komt voor in Kameroen, Congo-Kinshasa en Nigeria